# شهرستان گیبسون (ایندیانا)
شهرستان گیبسون، ایندیانا (به انگلیسی: Gibson County, Indiana) شهرستانی در ایالات متحده آمریکا است که در ایندیانا واقع شده‌است.